# Алгоритм COS
Алгоритм COS (Копперсмит, Одлыжко, Шреппель) — субэкспоненциальный алгоритм дискретного логарифмирования в кольце вычетов по модулю простого числа. Был предложен в 1986 году.

## Исходные данные
Пусть задано сравнение
| {\displaystyle a^{x}\equiv b{\pmod {p}},} | ((1)) |

Необходимо найти натуральное число x, удовлетворяющее сравнению (1).

## Описание алгоритма
1 этап. Пусть
| {\displaystyle H:=[p^{1/2}]+1,\ J:=H^{2}-p>0,\ L=e^{\sqrt {\log {p}\log {\log {p}}}},\ 0<\epsilon <1.} |

Сформируем множество
| {\displaystyle \{q\mid q<L^{1/2}\}\cup \{H+c\|0<c<L^{1/2+\epsilon }\},} |

где q — простые.

2 этап. С помощью некоторого просеивания ищем пары {\displaystyle c_{1},\ c_{2}} — такие, что {\displaystyle 0<c_{i}<L^{1/2+\epsilon }}, и
| {\displaystyle (H+c_{1})(H+c_{2})\equiv \prod \limits _{q\leq L^{1/2}}q^{\alpha _{q}(c_{1},c_{2})}{\pmod {p}}} |

(рассматривается абсолютно наименьший вычет). При этом так как {\displaystyle J=O(p^{1/2})}, то
| {\displaystyle (H+c_{1})(H+c_{2})\equiv J+(c_{1}+c_{2})H+c_{1}c_{2}{\pmod {p}},} |

причём это абсолютно наименьший вычет в этом классе и он имеет величину {\displaystyle O(p^{1/2+\epsilon })}. Поэтому вероятность его гладкости выше, чем для произвольных чисел, меньших p-1.
Логарифмируя по основанию a, получим соотношение
| {\displaystyle \log _{a}{(H+c_{1})}+\log _{a}{(H+c_{2})}\equiv \sum \limits _{q\leq L^{1/2}}\alpha _{q}(c_{1},c_{2})\log _{a}q{\pmod {p-1}}} |

Мы можем также считать, что a является гладким, то есть
| {\displaystyle a\equiv \prod \limits _{q\leq L^{1/2}}q^{\beta _{q}}{\pmod {p}},} |

откуда
| {\displaystyle 1\equiv \sum \limits _{q\leq L^{1/2}}\beta _{q}\log _{a}q{\pmod {p-1}}} |

3 этап. Набрав на 2-м этапе достаточно много уравнений, мы решим получившуюся систему линейных уравнений и найдём {\displaystyle \log _{a}{(H+c)},\ \log _{a}q}.
4 этап. Для нахождения x введём новую границу гладкости {\displaystyle L^{2}}. Случайным перебором находим одно значение w, удовлетворяющее соотношению
| {\displaystyle a^{w}b\equiv \prod \limits _{q\leq L^{1/2}}q^{\gamma _{q}}\prod \limits _{L^{1/2}\leq u<L^{2}}u^{h_{u}}{\pmod {p}}.} |

u — простые числа «средней» величины.
5 этап. С помощью методов, аналогичных этапам 2 и 3, мы находим логарифмы простых чисел u, возникших на этапе 4.
6 этап. Находим ответ:
| {\displaystyle x\equiv \log _{a}b\equiv -w+\sum \limits _{q\leq L^{1/2}}\gamma _{q}\log _{a}q+\sum \limits _{L^{1/2}\leq u<L^{2}}h_{u}\log _{a}u{\pmod {p-1}}.} |

## Оценка сложности
Данный алгоритм имеет сложность {\displaystyle O(\exp {((\log {p}\log {\log {p}})^{1/2})})} арифметических операций. Предполагается, что для чисел {\displaystyle p<10^{90}} данный алгоритм более эффективен, чем решето числового поля.